# 盲視
盲视（英语：Blindsight）是指某些因为大脑损伤而失去视力的人，能在无意识中对他们视野范围内的物体做一定程度描述的现象。 I型盲视的患者声称自己看不到任何东西，但是他们对这块区域内物体的位置或者运动类型做出的判断要远远高于随机猜测。II型盲视不同，患者声称自己能够感觉到一些物体在运动，却没有视知觉。盲视是视皮层的某块区域损伤造成的（参见枕叶）。

## 相关研究
大脑中的视觉信息处理需要经过一系列的步骤。初级视皮层的损伤会导致相应视野区域的视觉缺失。视野中视觉缺失的区域，又叫做盲点，根据损伤范围的不同而不同，可以很小，也可以大到整个半侧视野。
Lawrence Weiskrantz和他的同事在二十世纪70年代早期发现，尽管初级视皮层的损伤的患者通常表示自己看不到盲点中的物体，让他们做猜测任务（比如让他们报告看到了字母‘X’还是‘O’）时发现，有些患者猜中的概率要高于随机猜测。
由于视觉信息的处理是等级式的，从神经病理的角度来看，初级视皮层的损伤会导致盲视并不奇怪。尽管从视网膜到初级视皮层这条通路目前看来是最主要的上行通路，但并不是唯一的。因此通常认为那些盲视患者额外的视觉能力来自于从视网膜越级到纹外皮层的通路。这里面让人吃惊的是，在初级视皮层受损以后，纹外皮层的活动并不能够引起明显的意识。这就给我们提出了一个问题，大脑的意识中心到底在哪里？
盲视被认为是Anton-巴宾斯基综合征的相反形式，这种综合征的患者，事实上完全看不到东西，但是他们坚信自己能够看到东西，并虚构视觉经历。

## 哲学方面的影响
Colin McGinn 在他关于意识深度的论文中提到了盲视现象 。Robert Nozick 随后提出证据支持 McGinn。

## 另外参见
- 视觉
- 疾病感缺失
- 皮质盲
- 面孔失认症

## 相关文献
- Danckert, J. & Rossetti, Y. . Neurosci Biobehav Rev. 2005, 29 (7): 1035–1046. PMID 16143169. doi:10.1016/j.neubiorev.2005.02.001.
- Stoerig, P. & Cowey, A. . Brain. 1997, 120 (3): 535–559. PMID 9126063. doi:10.1093/brain/120.3.535.
- Leh, S.E.,  Mullen, K.T., and Ptito, A. . European Journal of Neuroscience. 2006, 24 (10): 2954–60. PMID 17156217. doi:10.1111/j.1460-9568.2006.05178.x.
- Leh, S.E., Johansen-Berg, H. and Ptito,A. . Brain. 2006, 129 (Pt7): 1822–32. PMID 16714319. doi:10.1093/brain/awl111.
- Ptito, A. and Leh, S.E. . Article invitée; Neuroscientist. 2007, 13 (5): 506–18. PMID 17901259. doi:10.1177/1073858407300598.